# Sabarkantha
Sabarkantha är ett distrikt i den indiska delstaten Gujarat. Det har en yta på 7 390 km² och en befolkning på 2 082 531 invånare varav 10,81% boende i städer (år 2001). Administrativ huvudort är Himatnagar, belägen omkring 80 kilometer från Ahmedabad.